# Scotty's Castle

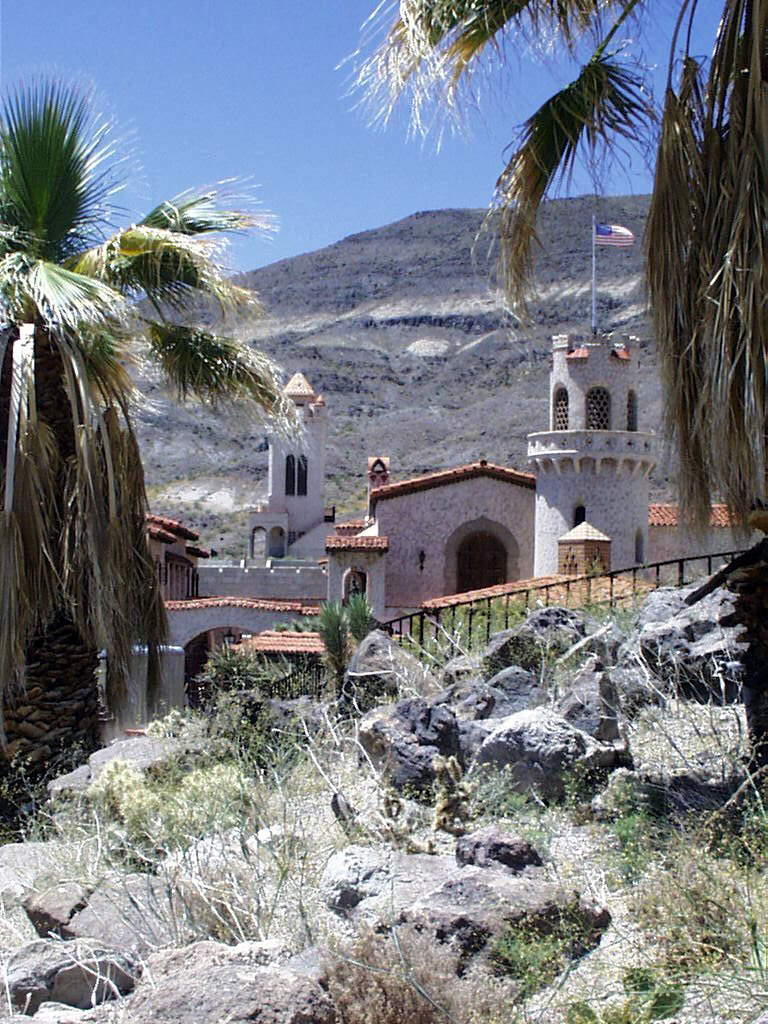
Scottys Castle.

Scotty's Castle, även The Death Valley Ranch, är ett friluftsmuseum i Death Valley National Park som ägs och drivs av National Park Service. Det var från början en semestervilla åt försäkringsmagnaten Albert Mussey Johnson och hans hustru. Det är namngivet efter äventyraren och guldletaren Walter Scott som blev god vän med ägarna, ofta utgav sig för att vara ägare och bodde de sista åren i huset.
Walter Scott hade bland annat slagit hastighetsrekord med tåg och deltagit i Buffalo Bills Wild West Show. Från sekelskiftet 1900 lockade han investerare att finansiera sin guldletning, utan resultat och ofta med bedrägliga metoder. En av dessa investerare var försäkringsmannen Albert Mussey Johnson från Chicago. När han inte fick någon utdelning besökte han Walter Scott i Death Valley för att granska dennes arbete. Walter Scott tog med sig Albert Mussey Johnson på en lång utfärd i Death Valley i hopp om att denne inte skulle klara strapatserna. I själva verket trivdes Albert Mussey Johnson i Walter Scotts sällskap och trots att han bland annat hade dålig rygg efter en tågolycka så lindrade ökenklimatet känningarna. De båda männen blev vänner och Albert Mussey Johnson fortsatte att besöka Walter Scott på vinterhalvåret, senare även med sin hustru Bessilyn Johnson. De beslutade att bygga ett modernt boende i öknen och 1922 inleddes det på mark som de köpt. Senare upptäckte Albert Mussey Johnson att misstag gjorts i utstakningen och att delar av huset byggts på statlig mark. Han avbröt därför bygget för att reda ut misstaget men vid börskraschen 1929 förlorade han stora delar av sin förmögenhet och återupptog därför inte byggandet. De använde sig av bostaden under hela tiden och för att finansiera huset användes det som hotell och besöktes av flera Hollywoodkändisar under 1940-talet, ofta med Walter Scott som ciceron.
Efter paret Johnsons död på 1940-talet skänkte de egendomen till en välgörenhetsförening och Walter Scott kunde bo kvar på egendomen och de sista åren bodde han i huset. Efter sin dö begravdes han på en kulle tillhörande villan. Välgörenhetsorganisationen sålde den 1970 till National Park Service som driver den som friluftsmuseum. Guiderna är iklädda tidstypiska 1940-talskläder.
2015 översvämmades och skadades huset, vägen som leder till det och omgivningarna av ett extremt regnoväder, och anläggningen har varit stängd sedan dess med förhoppning om att öppna igen under 2022. I februari 2023 meddelades att Scotty's Castle kommer hålla stäng till augusti 2024.